# فرانسوا لوكلير دو ترمبلاي

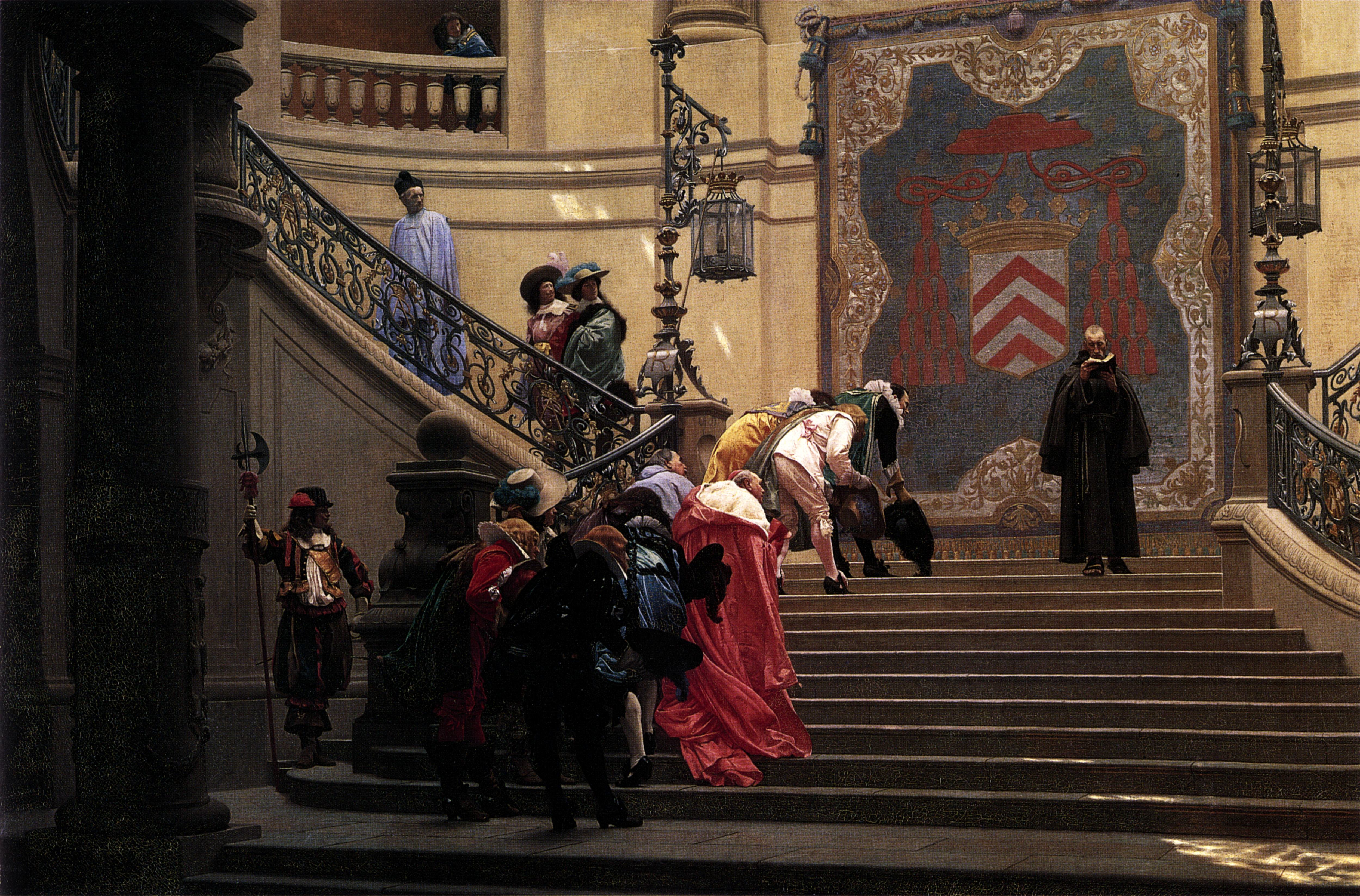
لوحة زيتية من عام 1873 لـ Leclerc رسمها جان ليون جيروم.

فرانسوا لوكلير دو ترمبلاي (بالفرنسية: François Leclerc du Tremblay)‏ (4 نوفمبر 1577 - 17 ديسمبر 1638)، المعروف أيضًا باسم بير جوزيف (بالفرنسية: Père Joseph)‏؛ راهب فرنسي، من الرهبنة الكبوشية، كان مقربًا ووكيلًا للكاردينال ريشيليو. وكان بمثابة رئيس الوزراء الأصلي - المصطلح الفرنسي («السمة الرمادية») لمستشار قوي أو صانع قرار يعمل سرًا أو غير رسمي.

## السيرة الشخصية
كان لوكلير الابن الأكبر لجان لوكلير دو تريمبلاي، رئيس غرفة طلبات برلمان باريس، وماري موتير دي لافاييت. عندما كان صبيًا تلقى تدريبًا دقيقًا، وفي عام 1595 قام برحلة طويلة عبر إيطاليا، وعاد لتولي مهنة بيع السلاح. خدم في حصار أميان عام 1597 ثم رافق بعثة دبلوماسية خاصة في لندن. [بحاجة لمصدر]
في عام 1599، تحت اسم بارون دي مافلير والذي كان معروفًا به في المحكمة، تخلى عن متاع الدنيا ودخل دير Capuchin في مدينة أورليان. اعتنق الحياة الدينية بحماسة شديدة، وأصبح واعظًا ومصلحًا بارزًا. في عام 1606 ساعد أنطوانيت دورليان وهي راهبة من فونتيفراولت في العثور على ترتيب مُصلح لـ بنات الجلجثة، وكتب دليل التفاني للراهبات.
دفعته حماسته الدعوية إلى إرسال مبشرين إلى مراكز حركة هوغونوتيون وهم أعضاء كنيسة فرنسا الإصلاحية البروتستانتية خلال القرنين السادس عشر والسابع عشر. [بحاجة لمصدر]  دخل السياسة في مؤتمرات لودون. هناك بصفته مقربًا من الملكة والمبعوث البابوي، عارض مذهب غاليكانية التي قدمها البرلمان. ونجح في إقناع الأمراء بأن الموقف كان يحمل نزعات انشقاقية وتخلوا عن دعمهم الأولي. [بحاجة لمصدر] في عام 1612 أقام تلك العلاقات الشخصية مع ريشيليو التي رسخت سمعته - الرجل القوي خلف العرش، على الرغم من أن البحث التاريخي لم يتمكن من توثيق تأثيره المفترض على الأخير. [بحاجة لمصدر] هذا الوصف مستوحى من عباءة الراهب الرمادي التي كان يرتديها بير جوزيف، ومنح لقب «شهرة» ريشيليو بصفته كاردينالًا.
في عام 1627، كان بير جوزيف حاضرًا في حصار لاروشيل. كما جعله بسبب ديني بحت حليفًا لريتشيليو ضد آل هابسبورغ. كان يحلم بإثارة أوروبا لحملة صليبية أخرى ضد الإمبراطورية العثمانية واعتقد أن آل هابسبورغ كانوا عقبة أمام تحقيق ذلك. بالنسبة لريتشيليو تناور في حمية ريغنسبورغ (1630) لإحباط عدوان إمبراطور هابسبورغ، ثم أوصى بتدخل غوستافوس أدولفوس والجيوش البروتستانتية، وبالتالي الحفاظ على توازن القوى. [بحاجة لمصدر] أصبح وزيرًا للحرب، وعلى الرغم من الحفاظ على التقشف الشخصي في الحياة، فقد كرس نفسه للدبلوماسية والسياسة. توفي في عام 1638.